# Eklahare
Eklahare (o Eklehra, Eklara) è una suddivisione dell'India, classificata come census town, di 12.010 abitanti, situata nel distretto di Nashik, nello stato federato del Maharashtra. In base al numero di abitanti la città rientra nella classe IV (da 10.000 a 19.999 persone).

## Geografia fisica
La città è situata a 19° 59' 30 N e 73° 54' 33 E.

## Società

### Evoluzione demografica
Al censimento del 2001 la popolazione di Eklahare assommava a 12.010 persone, delle quali 6.257 maschi e 5.753 femmine. I bambini di età inferiore o uguale ai sei anni assommavano a 1.227, dei quali 630 maschi e 597 femmine. Infine, coloro che erano in grado di saper almeno leggere e scrivere erano 9.078, dei quali 5.219 maschi e 3.859 femmine.